# Centrum Żeglarskie
Centrum Żeglarskie – jednostka budżetowa Gminy Miasta Szczecin. Centrum Żeglarskie powstało w 2015 roku. Od tego czasu aktywnie działa na rzecz upowszechnienia wśród dzieci i młodzieży turystyki wodnej i żeglarskiej. Dzięki rozbudowie i po zmianach administracyjnych stało się największym i jedynym tego typu ośrodkiem żeglarskim w całej Polsce i euroregionie.

## Charakterystyka

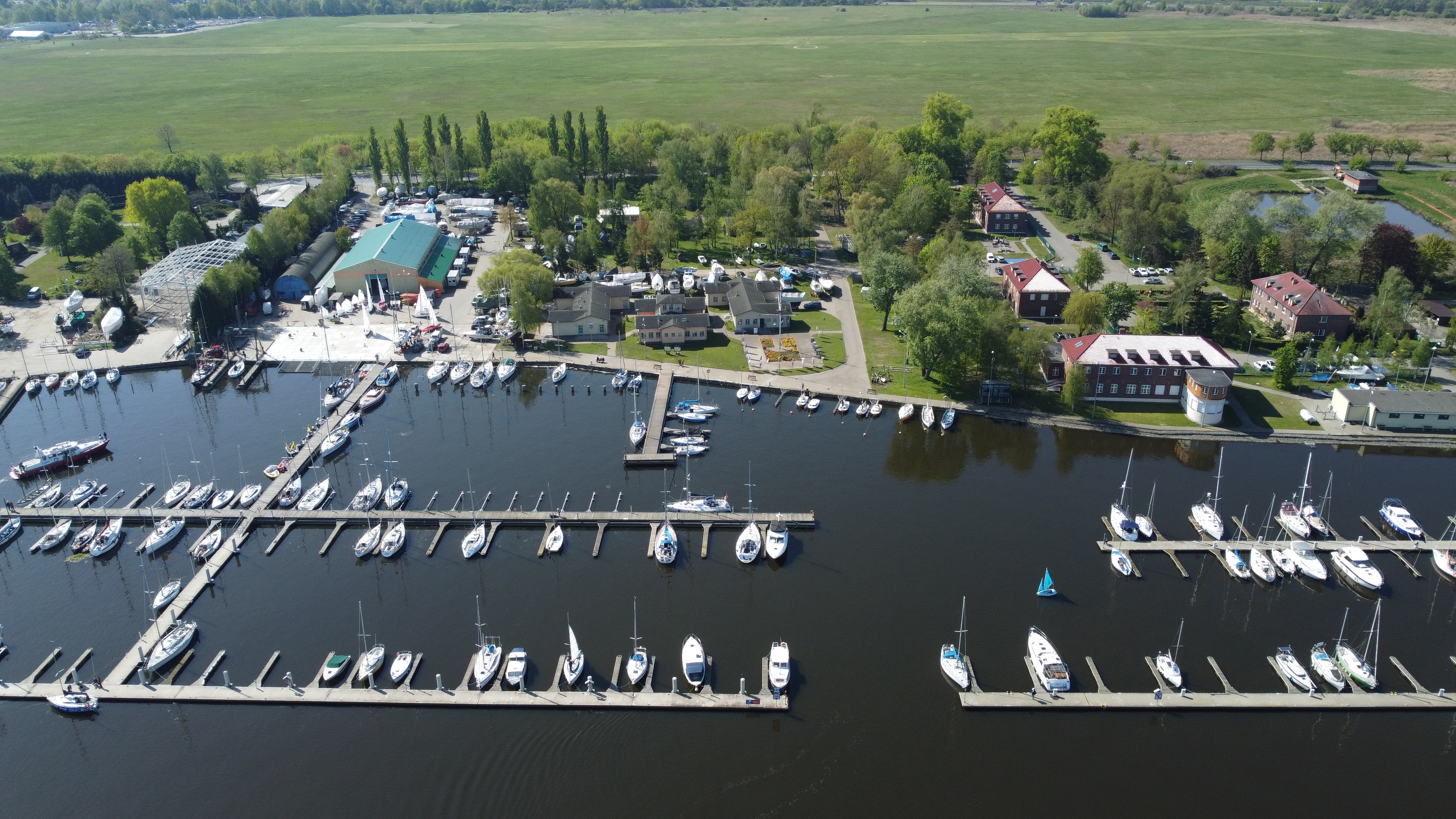
Centrum Żeglarskie z lotu ptaka, 2024

Od początku swojej działalności Centrum Żeglarskie koncentruje się na popularyzacji turystyki wodnej i żeglarstwa wśród dzieci i młodzieży. Dzięki rozbudowie i zmianom administracyjnym stało się największym i unikalnym ośrodkiem żeglarskim w Polsce oraz w euroregionie.
Edukacja morska i szkolenie przyszłych żeglarzy to kluczowe obszary działalności Centrum Żeglarskiego. Placówka prowadzi całoroczne zajęcia, oferując szkolenia i warsztaty dla różnych grup wiekowych. Dzięki zaangażowaniu instruktorów i nowoczesnej infrastrukturze, Centrum przyczynia się do kształtowania kolejnych pokoleń żeglarzy, promując aktywny i zdrowy styl życia. 
Usytuowany przy ul. Przestrzennej 19 świadczy usługi dla Miasta Szczecin organizując: szkolenia motorowodne i żeglarskie, sekcje żeglarskie i szkółkę żeglarską, regaty na Jeziorze Dąbie oraz Zalewie Szczecińskim, półkolonie letnie i zimowe, wyprawy kajakarskie, obsługę armatorską jachtów w marinie, wynajem sal, noclegi oraz od 2024 roku miejsca postojowe dla kamperów z pełną infrastrukturą. Centrum Żeglarskie jest również współorganizatorem największych wydarzeń o charakterze marynistycznym: finałów regat The Tall Ships Races, Żagli, a w przeszłości Dni Morza.

## Historia

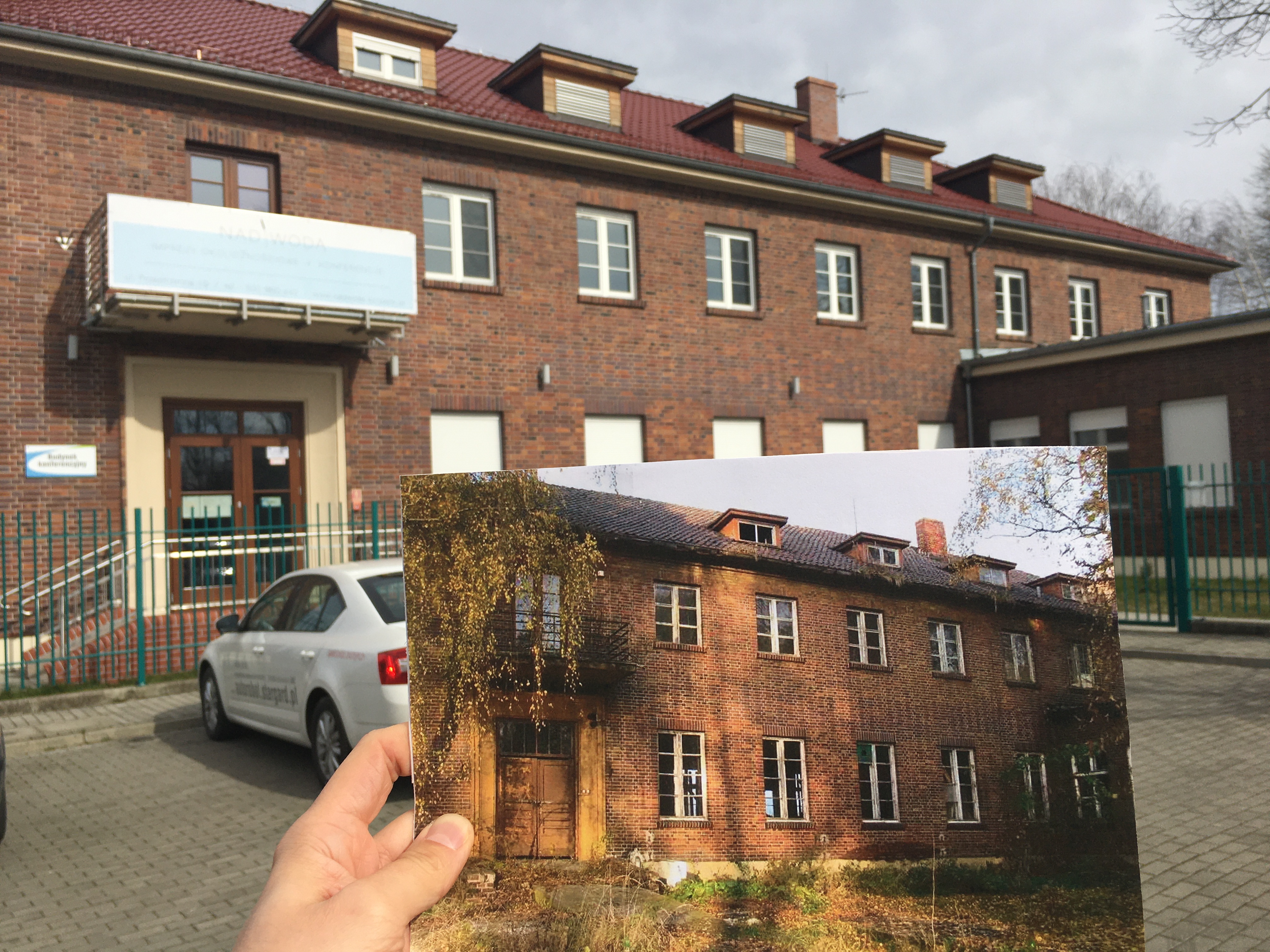
Centrum Żeglarskie, porównanie budynku z lat 90

Historia samych budynków sięga początku lat 30. Ubiegłego wieku, gdzie tereny obecnej przystani służyły wodnosamolotom. Był to największy port lądowo-wodny w ówczesnych Niemczech.  
W miejscu, w którym dzisiaj znajduje się Centrum Żeglarskie, w latach 90 stały budynki Wojsk Obrony Terytorialnych. Tereny i budynki, nadgryzione zębem czasu, okazały się być idealnym miejscem do trenowania sportów wodnych.
W 2010 roku rozpoczął się proces budowy mariny i modernizacji terenu przy ulicy Przestrzennej 19, gdzie kilka lat później swoją działalność rozpocznie Centrum Żeglarskie w Szczecinie. Budowa nowoczesnej mariny pierwotnie miała zakończyć się w 2011 roku, jednak po tym jak wykonawca zszedł z placu budowy proces przedłużył się o 4 lata i tak finalnie we wrześniu 2015 roku obiekt przy ulicy Przestrzennej 19 został oddany do użytkowania żeglarzom i turystom.
W ramach inwestycji na terenach należących niegdyś do Pałacu Młodzieży zbudowane zostały nowe nabrzeża, pomosty pływające oraz slip. Dla zwiększenia atrakcyjności turystycznej zmodernizowana została infrastruktura towarzysząca, a na terenie obiektu powstały m.in. sale konferencyjne oraz schronisko młodzieżowe. 
1 września 2015 roku Uchwałą Rady Miasta w Szczecinie przy ulicy Przestrzennej 19 powołana zostaje jednostka budżetowa Centrum Żeglarskie w Szczecinie.
„W związku z planem likwidacji Międzyszkolnego Ośrodka Sportowego – Euroregionalnego Centrum Edukacji Wodnej i Żeglarskiej w Szczecinie, powołuje się  jednostkę budżetową Gminy Miasto Szczecin pn. Centrum Żeglarskie, której przydziela się zadania i funkcje o charakterze sportowo – rekreacyjnym, turystycznym i szkoleniowym. Powołanie Centrum Żeglarskiego pozwoli również na wypracowanie odpowiedniej struktury zarządzania obiektami miejskimi o charakterze wodnym, mającym na celu poprawę jakości funkcjonowania ośrodków sportów wodnych, przystani turystycznych czy też miejsc rekreacji wodnej”
- 2008 rok: Utworzenie Centrum Żeglarskiego jako placówki oświatowej, której głównym celem było promowanie turystyki wodnej i żeglarskiej wśród dzieci i młodzieży.
- 2015 rok: Przekształcenie Centrum Żeglarskiego w jednostkę budżetową miasta Szczecin, co pozwoliło na rozszerzenie działalności i rozwój infrastruktury.

## Świadczone usługi
W ofercie Centrum znajdują się szkolenia żeglarskie i motorowodne, organizacja konferencji oraz wydarzeń sportowych. Na terenie mariny dostępne jest schronisko młodzieżowe o wysokim standardzie, które gości zarówno klientów indywidualnych, jak i grupy zorganizowane. Dodatkowo, placówka oferuje wynajem domków kempingowych oraz miejsc postojowych dla kamperów z pełnym zapleczem. Od 2024 roku dysponuje również stanowiskami do postoju skuterów wodnych. 
Centrum Żeglarskie pełni rolę bazy dla rozwoju żeglarstwa, windsurfingu i kajakarstwa. Organizuje bezpieczny wypoczynek dla dzieci i młodzieży, w tym obozy, półkolonie oraz całoroczne zajęcia w sekcjach. Na terenie ośrodka swoje zajęcia prowadzą także uczniowie uczestniczący w programie Szkolnych Kół Edukacji Morskiej. 
Przystań Centrum może pomieścić ponad 200 jednostek pływających. Działa tu również wypożyczalnia kajaków i sprzętu nordic walking. 
Swoją żeglarską przygodę w Centrum Żeglarskim można rozpocząć w każdym wieku. Placówka szkoli dzieci od najmłodszych lat w szkółce żeglarskiej Optimist, rozwija pasję i uzdolnienia dzieci i młodzieży w sekcjach regatowych – ILCA, 420, 29er, żeglarstwo morskie. Do sekcji sportowych w Centrum Żeglarskim dołączyć można od lat 7 i zacząć uprawiać sporty wodne, krajoznawstwo czy turystykę. 
Sekcje sportowe Centrum:
- Szkółka żeglarska
- Optimist
- Windsurfing - szkółka
- ILCA
- 29’er
- 420
- Sekcja turystyczna
- Sekcja kajakowa
- Windsurfing
- Żeglarstwo morskie
- Sekcja dla osób z niepełnosprawnościami[5][6][7]

## Organizowane regaty
- Puchar Magnolii
- Puchar Dnia Dziecka
- RegatON Regaty osób z niepełnosprawnościami
- Regaty Szczecin Fair Play
- Oderman Cup
- Regaty Nadzieja Sportu
- Regaty o Puchar Prezydenta[8]

## The Tall Ships' Races

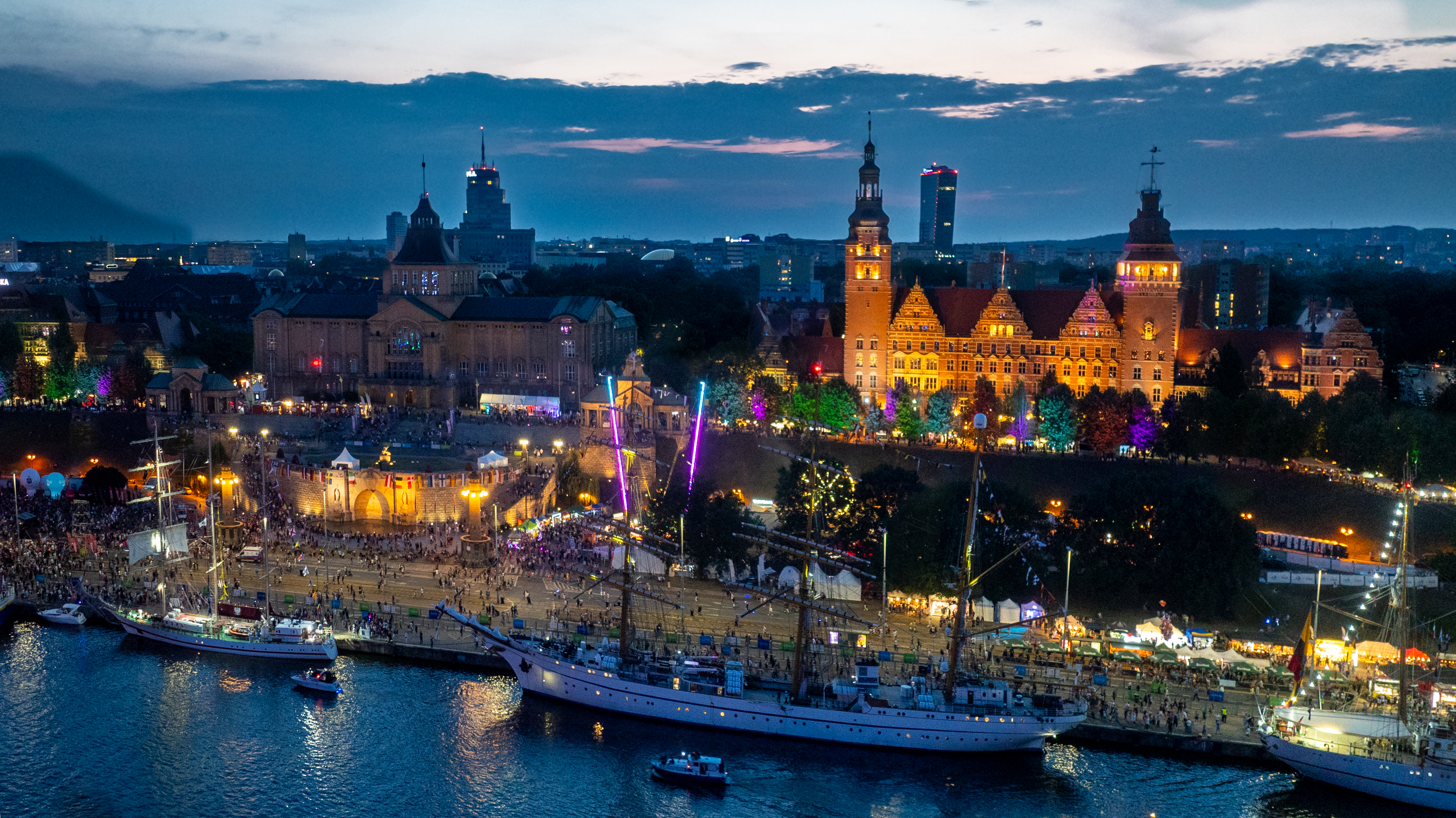
Tall Ships' Races w Szczecinie w 2024 roku, zdjęcie z drona

W 2024 roku Szczecin po raz czwarty gościł największe żaglowce świata. Dokładnie w 2007 roku miasto po raz pierwszy zorganizowało finał The Tall Ships Races. Miasto, już wtedy szczycące się znakomitymi imprezami o tematyce morskiej, jak Dni Morza i Zlot Oldtimerów, zdecydowało się dołączyć do grona portów organizujących słynne TSR. Po wieloletnich przygotowaniach Szczecin zaprosił żaglowce i ich załogi na finał serii wyścigów na trasie Aarhus – Kotka – Sztokholm – Szczecin. 
W 2013 roku miasto ponownie było najbardziej wyczekiwanym przez młodych żeglarzy portem finałowym, po wyścigach i etapie przyjacielskim na trasie Aarhus – Helsinki – Ryga – Szczecin. Do Wałów Chrobrego i Łasztowni przybiło ponad 100 jednostek. 
Na kolejny finał w Szczecinie nie trzeba był długo czekać. W 2017 roku odbyło się kolejne wielkie święto, w którym uczestniczyło około 7.000 żeglarzy z 18 krajów m.in. z Omanu, Brazylii, Niemiec, Holandii, Czech, Portugalii i Wielkiej Brytanii. Po wyczerpujących regatach na trasie Halmstad – Kotka – Turku – Kłajpeda do Szczecina przypłynęły najpiękniejsze żaglowce świata. 
Czwarty finał i rok 2024 to zwieńczenie żeglarskich zmagań, których trasa wynosiła ponad 1000 mil morskich i obejmowała 6 portów Kłajpedę – Helsinki – Tallinn  – Turku – Mariehamn – Szczecin. 
Żaden finał regat The Tall Ships Races nie mógłby się odbyć bez Centrum Żeglarskiego, które odpowiada za całą logistykę i organizację postoju jednostek w porcie. Nie bez przyczyny do tego wydarzenia zaangażowanych są dziesiątki wolontariuszy – oficerów łącznikowych, którzy już na kilka tygodni przed finałem rozpoczęli swoje działania. To oni dbają o to, aby jednostkom i załogom niczego nie brakowało przez cały czas pobytu w Szczecinie. 

### Centrum Żeglarskie w TSR
Ponad 20 lat temu Szczecin po raz pierwszy wystawił swoją załogę w The Tall Ships Races. 44 osoby i miejsce zaraz za podium – to był pierwszy sukces Reprezentacji Szczecina. Już wtedy reprezentacja Daru Szczecina pokazała swój pazur i zwróciła na siebie uwagę. Rok później trudno już było nie zauważyć granatowo-bordowej załogi, która oprócz heroicznej walki wykazała się otwartością, serdecznością i chęcią współpracy. 
Od pierwszego wyścigu w regatach wielkich żaglowców mijają właśnie dwie dekady. W tym czasie załogi zdobyły liczne wyróżnienia. Z pierwszą do Szczecina powróciła załoga w 2009 roku – było to wyróżnienie przyznane w Turku i Kłajpedzie – Best Crew in The Parade, które od tamtego czasu niemalże za każdym razem wraca do nas wraz z uczestnikami regat. Jednak za najcenniejsze wyróżnienie uważane jest Friendship Trophy. Nagrodę tę Reprezentacja Szczecina zdobyła trzy razy z rzędu, w latach 2014, 2015 i 2016. Trofeum przyznawane jest najbardziej przyjacielskiej i lubianej załodze, którą wybierają kapitanowie innych jednostek w formie głosowania w czasie trwania regat. 
Rok 2012 rozpoczął dobrą passę naszej reprezentacji. To właśnie wtedy dwie jednostki Dar Szczecina i Fryderyk Chopin zwyciężyły w regatach The Tall Ships' Races w swoich klasach. Dar Szczecina, mimo swojego sędziwego wieku, w dalszym ciągu pokazuje klasę i zdobywa kolejne nagrody. W 2024 roku Dar wraz z Reprezentacją Szczecina na pokładzie wygrywa całe regaty w swojej klasie, a kapitan Wojciech Maleika otrzymuje wyróżnienie STI i tytuł Sail Trainer of the Year. Zwycięstwa na trasie regat nie są jedynymi wyróżnieniami z jakimi Reprezentacja Szczecina wraca do domu. To także nagrody dla najmłodszego kapitana (Jędrzej Owczarski TSR’23), najmłodszej załogi (Zryw TSR’24) czy miano najlepszej załogi w trakcie parady załóg (Urtica TSR’23).

## Regatowa Reprezentacja Szczecina
Szczecin jest kuźnią regatowych talentów. W 2019 roku powstał projekt „Regatowa Reprezentacja Szczecina”. Jego celem jest wytypowanie najzdolniejszych żeglarzy ze Szczecina i umożliwienie im sportowego rozwoju oraz udziału w zawodach krajowych i zagranicznych. „Regatowa Reprezentacja Szczecina” to dostęp do sprzętu, opieka profesjonalnego trenera, przygotowanie okołosportowe, treningi na wodzie, indywidualny plan rozwoju.  Na pierwszym etapie działania RRS utworzono grupę Optymist. W związku z tym, że potencjał okazał się ogromny, a wyniki sportowe jeszcze lepsze niż się spodziewano, kolejnym krokiem było utworzenie grupy ILCA i Windsurfing.
Projekt „Regatowa Reprezentacja Szczecina” powstał w celu popularyzacji żeglarstwa regatowego w Szczecinie. Projekt umożliwia rozwój najlepszym z młodzieżowych zawodników dając im szansę na rywalizację w zawodach krajowych i zagranicznych.

## Jachty żaglowe w Centrum Żeglarskim
W imieniu Miasta Szczecin Centrum Żeglarskie zarządza znanymi w regionie żaglowcami. Wykorzystywane są do treningów młodzieży, startów w regatach The Tall Ships' Races, wypraw po Morzu Bałtyckim, Morzu Północnym i Oceanie Atlantyckim oraz do wydawania patentów żeglarskich. Na rok 2025 Centrum Żeglarskie zarządza jachtami:
- Dar Szczecina
- Zryw
- Urtica
- Rumianek
- Werbena

## Przyjazny Port Szczecin
Centrum Żeglarskie odpowiada za sprowadzanie najpiękniejszych żaglowców do Szczecina, a w trakcie ich pobytu w Szczecinie sprawuje pieczę nad załogami. Wszystkie jednostki witane są na stacji pilotów zgodnie z morskim ceremoniałem i etykietą jachtową. Przy wpływaniu do Szczecina zostają odgrywane hymny każdej z bander odwiedzających miasto jednostek.
Program „Szczecin – Przyjazny Port” oferuje swoim gościom kompleksową opiekę w trakcie maksymalnie trzydniowej wizyty w mieście. Armatorzy i kapitanowie po zgłoszeniu swojego zawinięcia do szczecińskiego portu otrzymują miejsce do cumowania, obsługę agencyjną i techniczną. Większe jednostki od 90 m mają zapewnionego także pilota i holownik. Współpraca w ramach programu zakłada także dostarczenie niezbędnych informacji o jednostce gospodarzom, ale także udostępnienie pokładu dla zwiedzających i spotkania załogi z młodzieżą. Jednostką odpowiedzialną za realizację tego zadania jest nikt inny niż Centrum Żeglarskie.